# Сирћетна киселина
Ацетатна киселина, познатија под тривијалним називом сирћетна киселина, и системским етанска киселина, је слаба органска киселина. У хидратисаном облику то је безбојна течност, непријатног мириса на сирће, благ је каустик али излагање њеним парама може да изазове иритације слузнице носа, очију и плућа. У безводном облику назива се глацијална сирћетна киселина и то је хигроскопна супстанца која на температурама испод 16,5° C кристалише до чврстих безбојних кристала.
Једна је од најједноставнијих органских киселина. Дисосује у воденом раствору али даје релативно мало протона. Има широку примену у индустрији као примарна сировина за производњу других органских једињења, у широкој је употреби као хемијски реагенс и растварач, а користи се и у домаћинствима у разблаженим облицима као агенс за уклањање каменца. У прехрамбеној индустрији користи се као адитив за регулацију киселости и појављује се под ознаком E260.
Годишње потребе за овом киселином су око 6,5 милиона тона, од чега се око 1,5 тона задовољава рециклирањем док се остатак добија из биолошких и петрохемијских извора.

## Номенклатура
Сирћетна киселина је тривијални назив који је у најширој употреби и присутан је посебно у литератури која није директно везана за органску хемију. Ацетатна киселина је назив који признат од IUPAC који је такође доста коришћен нарочито због директне асоцијације са солима ове киселине - ацетатима. Потиче од латинске речи acetum за сирће. Системско име је етанска киселина али се овај назив изузетно ретко користи осим за објашњења номенклатуре и у називима деривата. Глацијална сирћетна киселина је такође тривијалан назив који се користи за безводан, кристални облик киселине који се јавља на температурама испод 16,5° C.
Скраћени облик записивања сирћетне киселине је AcOH, где је Ac ацетатна група. Овакав начин приказивања је практичан јер истиче реактивни центар једињења. Други видови приказа, као што је приказ киселог експлицитног водоника уз замену целог ацетатног анјона са Ac (AcH), нису правилни и стварају забуну. Све наведене варијанте су прихватљиве углавном у органској хемији, јер је ознака Ac по стандарду резервисана за елемент актинијум, те се њена употреба у општој и неорганској хемији избегава.
Емпиријска формула сирћетне киселине је CH2O а кондензовани облик молекулске формуле . Овај облик молекулске формуле је стехиометријски правилан али се примарно користе експлицитнији облици који боље рефлектују структуру молекула:H.

## Историја
Сирће је старо колико и сама цивилизација, ако не и старије. Бактерије које производе сирћетну киселину су распрострањене широм света, те се свака култура која се бавила прављењем пива и вина неумитно сусретала и са сирћетом које би настајало након продуженог излагања ових напитака ваздуху.
Употреба сирћетне киселине у хемијским традицијама је такође веома стара. У трећем веку пре нове ере, грчки филозоф Теофраст је описао дејство сирћета на метале у добијању бројних пигмената корисних у уметности, као што су бело олово (олово-ацетат) и патина, смеша соли бакра која укључује и бакар (II)-ацетат. Римљани су практиковали кување укисељеног вина у оловним посудама у сврху добијања веома слатког сирупа који су називали сапа. Сапа је била богата олово-ацетатом, слатком супстанцом која се још називала и оловним шећером или шећером Сатурна, а њена употреба била је један од водећих узрока тровања оловом међу римском аристократијом. Персијски алхемичар Јабир ибн Хајан, познатији под именом Гебер, је у 8. веку концентровао ацетатну киселину дестилацијом сирћета.
Током ренесансе, глацијална сирћетна киселина је произвођена дестилацијом на суво металних ацетата. У 16. веку немачки алхемичар Андреас Либавијус је описао овај поступак и дао поређење глацијалне сирћетне киселине са сирћетом. Наиме, присуство воде у сирћету условљава велику појавну разлику између ова два вида ацетатне киселине што је дуго времена одржавало заблуду у хемијским круговима да су ово заправо две потпуно различите супстанце. Ово веровање престаје у 18. веку са доказом француског хемичара Пјера Адеа да се заправо ради о истом једињењу.
1847. немачки хемичар Херман Колбе је успешно синтетисао сирћетну киселину из неорганских прекурзора. Секвенца реакција се састојала од хлоровања угљеник-дисулфида до угљениктетрахлорида, затим пиролизе до тетрахлоретена, хлоровања у воденом раствору до тетрахлоретанске киселине и накнадне електролитичке редукције до ацетатне киселине. Ова синтеза, заједно са Волеровом револуционарном синтезом уреје из неорганских супстанци, представља уједно и један од последњих удараца виталистичким традицијама у хемији.
До 1910. највећи део сирћетне киселине се добијао из „пиролигнитног ликвора“ добијеног дестилацијом дрвета. На овај препарат би се деловало гашеним кречом, а из резултујућег калцијум-ацетата би се сулфатном киселином истискивала сирћетна киселина. У овом периоду, Немачка је производила око 10.000 тона глацијалне сирћетне годишње, од чега се око 30% употребљавало у производњи индиго боја.

## Хемијска својства

### Киселост
Сирћетна киселина је слаба монопротична киселина са константом ацидитета од 4,8. Киселост потиче од киселог водоника карбоксилне групе који се може отпустити при чему настаје ацетатни анјон - конјугована база сирћетне киселине. Једномоларни раствор ове киселине има  од око 2,4 што указује да је константа дисоцијације тек око 0,4%, односно да тек тај проценат молекула заправо отпушта протон.

### Димеризација
Кристална структура сирћетне киселине показује да се молекули упарују у цикличне димере повезане водоничном везом. Димере је могуће уочити и у гасној фази при температури од 120 °C. Димери се појављују и у течној фази у растворима са растварачима код којих се не образују водоничне везе, а у извесном степену и у чистој киселини, док димеризацију ометају растварачи као што је вода код које се образују водоничне везе. Енталпија дисоцијације димера се креће у интервалу 65,0–66,0 kJ/mol, док је ентропија око 154–157 J mol−1 K−1. Оваква својства димеризације су заједничка за већину нижих карбоксилних киселина.

### Растварач
Течна сирћетна киселина је поларан хидрофилан протични растварач, по својствима близак води и етанолу. Има умерену диелектричну константу од 6,2. што јој омогућава да раствара не само неорганске соли већ и бројна неполарна једињења као што су уља и неке елементе као нпр. сумпор и јод. Добро се раствара и у поларним растварачима као што је вода али и у неполарним као што су бензен и хлороформ. Добра растворљивост и повољна својства растварача дају ацетатној киселини широку примену у индустрији.

### Хемијске реакције
Ацетатна киселина делује корозивно на велики број метала, као што су гвожђе, магнезијум и цинк, при чему настају метални ацетати уз издвајање водоника. Алуминијум је индиферентан на дејство ацетатне киселине јер се при излагању кисеонику из ваздуха пресвлачи танким слојем алуминијум-оксида који спречава реакцију са киселином. Из овог разлога, у транспорту сирћетне киселине могу се употребљавати алуминијумске цистерне. Као и све киселине, са базама, базним оксидима и неким конјугованим базама даје реакцију неутрализације. Са изузетком хром-ацетата, готово сви ацетати су растворни у води.
Mg(s) + CH3COOH(aq) → Mg(CH3COO)2(aq) + H2 (g)
HCO3- + CH3COOH ⇌ CH3COO- + H2O + CO2
Сирћетна киселина подлеже и свим реакцијама карактеристичним за карбоксилне киселине. Њеном редукцијом добија се етанол а нуклеофилним ацилном супституцијом могуће је добити деривате као што су етаноил-халогениди који се даље могу користити у реакцијама као што је Фридел-Крафтсово ациловање. Други важни деривати су анхидрид сирћетне киселине чијом хидролизом се добијају два молекула киселине, те бројни естри (који се могу добити Фишеровом естерификацијом) и амиди. На температурама изнад 440 °C долази до деградације киселине при чему се добијају метан и угљеник (IV)-оксид или кетен и вода.

### Доказне реакције
У квалитативној анализи, сирћетна киселина се примарно доказује преко карактеристичног мириса. Већина доказних реакција на ацетате заснива се на добијању сирћетне киселине и дедектовању мириса. Реакције се најчешће изводе на суво, мешањем ацетата са чврстим калијум-хидрогенсулфатом у порцеланској шољи. Могу се изводити и из раствора, дејством разблажене сулфатне киселине, која издваја сирћетну.
Од реакција бојења, највише се користи реакција из раствора у семимикро поступку са гвожђе (III)-хлоридом, при чему се формира мрко-црвено једињење чија се боја губи додатним закисељавањем. Присуство анјона треће аналитичке групе, нпр. оксалата или тартарата може да доведе до лажно позитивне реакције.

## Биохемија
Ацетатна група, изведена из сирћетне киселине, есенцијална је за биохемију већине облика живота. Везана за коензим А, представља центар метаболизма угљених хидрата и масти. Ипак, концентрација слободног облика сирћетне киселине у организму сведена је на минимум ради избегавања поремећаја у регулацији киселости целуларног садржаја. За разлику од виших карбоксилних киселина (првенствено масних киселина), ацетатна киселина се не појављује у природним триглицеридима. Међутим, вештачки триглицерид триацетин је широко употребљаван прехрамбени адитив, користи се и у козметичким производима као и у топикалним препаратима у фармацији.
Сирћетну киселину производе и излучују неке бактерије, најпознатије од којих су припаднице рода Acetobacter уз Clostridium acetobutylicum. Ове бактерије су широко распрострањене у храни, води и земљишту, и сирћетна киселина природно настаје приликом кварења воћа и друге хране. Ацетатна киселина је такође и компонента природног вагиналног лубриканта који се излучује код људи и других примата, где се чини да игра улогу благог антибактеријског агенса.

## Производња
Сирћетна киселина се производи како синтетичким методама тако и бактеријском ферментацијом. Данас се биолошким путем добија тек око 10% светске производње, али овај вид добијања и даље има веома важну улогу у производњи сирћета, јер законске регулативе великог броја земаља прописују да сирће за употребу у исхрани мора да буде биолошког порекла. Највећи део светских потреба за ацетатном киселином се подмирује синтетички, и то чак 75% само процесом карбоксилације метанола, уз мању заступљеност других метода које дају око 15% укупно произведене количине на годишњем нивоу.
Годишње се произведе око 5 милиона тона киселине, док се око 1,5 милиона тона добија рециклирањем, дајући укупну величину тржишта од око 6,5 милиона тона на годишњем нивоу. Највећи део се производи у САД (2,5 Mt/a), затим у Европи (1 Mt/a) и у Јапану (0,7 Mt/a). Европска производња сирћетне киселине је у опадању.

### Карбоскилација метанола
Највећи део нових залиха сирћетне киселине се производи у процесу карбоксилације метанола, при чему се метанол сједињује са угљеник (II)-оксидом дајући ацетатну киселину у складу са реакцијом:
Процес обухвата јодметан као интермедијер, и одвија се у три корака, при чему обично захтева катализатор у виду металног комплекса:
Модификовањем реакционих услова, из истог постројења се може добити и анхидрид сирћетне киселине. Како су и метанол и угљен-моноксид широко доступни реагенси, карбоксилација метанола се дуго времена чинила одличним методом производње сирћетне киселине. Хенри Драјфус је радећи за Бритиш Целанези компанију дао планове за потенцијално постројење за производњу већ давне 1925. године. Међутим, недостатак практичних материјала у којима би се реакциона смеша излагала условима екстремног притиска (преко 200 atm) и дејству корозивног производа, успорила је развој овог процеса на индустријском нивоу. Прво комерцијално постројење, које је користило кобалтни катализатор, отворила је немачка компанија BASF 1963. године. 1968. откривен је родијумски катализатор који је омогућио одвијање реакције при знатно нижем притиску и уз минималан удео споредних производа. Прво постројење које је користило овај катализатор изградила је америчка компаније Монсанто 1970. године, а овај метод производње (назван Монсанто процес) је у каснијим годинама добио примат у односу на све друге. У касним 90-им годинама прошлог века, компанија БП хемикалије развила је тзв. Катива катализатор заснован на иридијуму и фаворизован рутенијумом, који је омогућио већу ефикасност процеса и мању штетност по околину. Данас је Катива процес у великој мери заменио Монсанто процес, углавном адаптацијом постојећих постројења за употребу другог катализатора.

### Оксидација ацеталдехида
Пре комерцијализације Монсанто процеса, главни извор сирћетне киселине био је процес оксидације ацеталдехида. Ово је данас други по значају процес, али је све више неконкурентан карбоксилацији метанола. Ацеталдехид је могуће добити нпр. оксидацијом бутана, али су реакциони услови редовно недовољно благи са селективну оксидацију те се као производ добија сирћетна киселина.
Загревањем бутана на ваздуху у присуству трагова различитих металних јона, примарно мангана, кобалта и хрома, долази до формирања пероксида који се затим диспропорционира дајући ацетатну киселину према реакцији:
2 C4H10 + 5 O2 → 4 CH3COOH + 2 H2O
Реакција се најчешће изводи при таквом притиску и температури да је реакциона смеша на што већој температури али тако да бутан остане у течном стању. Типично се ради о око 150 °C и 55 atm. Добија се и неколико споредних производа, највише бутанона, мравље киселине, пропионске киселине и етил-ацетата. Сви ови споредни производи су од комерцијалне вредности, па се процес може модификовати за повећање њиховог приноса, мада накнадно раздвајање компонената смеше производа повећава производне трошкове.
При сличним реакционим условима и у присуству сличних катализатора, могуће је извести оксидацију ацеталдехида кисеоником из ваздуха:
2 CH3CHO + O2 → 2 CH3COOH
Употребом новијих генерација катализатора, принос сирћетне киселине може бити и 95%, са споредним производима као што су етил-ацетат, мравља киселина и формалдехид, сви од којих имају ниже тачке кључања од сирћетне киселине, те се лако могу уклонити дестилацијом.

### Оксидација етанола
Ацеталдехид може бити добијен из етена путем Векеровог процеса, па затим оксидован као што је описано горе. Нешто јефтинији процес конверзије етена у ацетатну киселину у једном кораку је скоро комерцијализован од стране хемијске компаније Showa Denko, која је отворила постројење за оксидацију етанола у Јапану 1997. године. Процес је катализован паладијумовим металним катализатором подржаним киселином каква је тунгостосиликонска киселина. Верује се да је овај поступак конкурентан са карбоксилацијом метанола за мала постројења (100–250 kt/a), зависно од локалне цене етена.